# Chung kết giải vô địch bóng đá châu Âu 1996
Trận chung kết giải vô địch bóng đá châu Âu 1996 là một trận đấu bóng đá diễn ra vào ngày 30 tháng 6 năm 1996 tại Sân vận động Wembley ở London, Anh, để xác định đội vô địch giải vô địch châu Âu 1996. Trận đấu có sự góp mặt của đội bóng được yêu thích nhất giải đấu là Đức, đội đã loại đội chủ nhà Anh ở bán kết và Cộng hòa Séc, đội đã đánh bại Pháp trong trận bán kết. Đây là lần tham gia giải vô địch châu Âu đầu tiên của Séc kể từ khi Tiệp Khắc bị chia cắt ba năm trước đó. Cả hai đội đã vượt qua vòng loại trực tiếp từ Bảng C của vòng bảng của giải đấu, với kết quả Đức thắng 2–0 trong lần gặp nhau tại vòng bảng. Trận đấu này cũng được coi là trận tái đấu của trận chung kết năm 1976, với đội tiền thân của CH Séc - đội Tiệp Khắc - đã đánh bại Tây Đức trên chấm phạt đền.
Đức giành chiến thắng chung cuộc 2-1, với bàn thắng vàng ở phút 95 của Oliver Bierhoff. Bierhoff trước đó đã gỡ hòa ở phút 73 sau khi Patrik Berger ghi bàn bằng phạt đền cho Cộng hòa Séc ở phút 59 sau khi Karel Poborský bị đẩy ngã.